# Eusynthemis frontalis
Eusynthemis frontalis är en trollsländeart som beskrevs av Maurits Anne Lieftinck 1949. Eusynthemis frontalis ingår i släktet Eusynthemis och familjen skimmertrollsländor. Inga underarter finns listade i Catalogue of Life.